# Olympische Sommerspiele 1956/Teilnehmer (Finnland)
| Gelbes Symbol für Goldmedaillen mit stilisierten Olympischen Ringen | Graues Symbol für Silbermedaillen mit stilisierten Olympischen Ringen | Braundes Symbol für Bronzemedaillen mit stilisierten Olympischen Ringen |
| ------------------------------------------------------------------- | --------------------------------------------------------------------- | ----------------------------------------------------------------------- |
| 3                                                                   | 1                                                                     | 11                                                                      |

Finnland nahm an den Olympischen Sommerspielen 1956 in Melbourne mit einer Delegation von 64 Athleten (63 Männer und eine Frau) an 62 Wettkämpfen in 14 Sportarten teil.
Die finnischen Sportler gewannen drei Gold-, eine Silber- und elf Bronzemedaillen. Im Medaillenspiegel belegte Finnland damit den 13. Platz. Olympiasieger wurden der Sportschütze Pentti Linnosvuo mit der Freien Pistole und die griechisch-römischen Ringer Rauno Mäkinen im Federgewicht und Kyösti Lehtonen im Leichtgewicht. Fahnenträger bei der Eröffnungsfeier war der Stabhochspringer Eeles Landström.
Darüber hinaus nahm Finnland auch an den Olympischen Reiterspielen in Stockholm teil. Für Finnland gingen sieben (männliche) Reiter ins Rennen, die jedoch keine Medaille gewinnen konnten.

## Teilnehmer nach Sportarten

### Boxen
- Pentti Hämäläinen
Federgewicht: Bronze

- Pentti Niinivuori
Leichtgewicht: im Achtelfinale ausgeschieden

- Ilkka Koski
Schwergewicht: im Achtelfinale ausgeschieden

### Fechten
Männer
- Rolf Wiik
Florett: 8. Platz

- Väinö Korhonen
Florett: in der 1. Runde ausgeschieden

### Gewichtheben
- Eino Mäkinen
Schwergewicht: 5. Platz

### Kanu
Männer
- Thorvald Strömberg
Einer-Kajak 1000 m: im Vorlauf ausgeschieden
Einer-Kajak 10.000 m: 4. Platz

- Pentti Raaskoski
Zweier-Kajak 1000 m: im Vorlauf ausgeschieden

- Juhani Helenius
Zweier-Kajak 1000 m: im Vorlauf ausgeschieden

- Yrjö Hietanen
Zweier-Kajak 10.000 m: 7. Platz

- Simo Kuismanen
Zweier-Kajak 10.000 m: 7. Platz

Frauen
- Eila Eskola-Kyröläinen
Einer-Kajak 500 m: im Vorlauf ausgeschieden

### Leichtathletik
Männer
- Pentti Rekola
200 m: im Vorlauf ausgeschieden
4-mal-400-Meter-Staffel: im Vorlauf ausgeschieden

- Eero Kivelä
200 m: im Vorlauf ausgeschieden
4-mal-400-Meter-Staffel: im Vorlauf ausgeschieden

- Voitto Hellsten
400 m: Bronze 
4-mal-400-Meter-Staffel: im Vorlauf ausgeschieden

- Olavi Salsola
1500 m: im Vorlauf ausgeschieden

- Ilmari Taipale
5000 m: im Vorlauf ausgeschieden
10.000 m: 22. Platz

- Veikko Karvonen
Marathon: Bronze

- Eino Oksanen
Marathon: 10. Platz

- Paavo Kotila
Marathon: 13. Platz

- Sven-Oswald Mildh
400 m Hürden: im Vorlauf ausgeschieden
4-mal-400-Meter-Staffel: im Vorlauf ausgeschieden

- Ilkka Auer
3000 m Hindernis: im Vorlauf ausgeschieden

- Olavi Rinteenpää
3000 m Hindernis: im Vorlauf ausgeschieden

- Eeles Landström
Stabhochsprung: 7. Platz

- Matti Sutinen
Stabhochsprung: im Finale ohne gültigen Versuch

- Jorma Valkama
Weitsprung: Bronze

- Wilhelm Porrassalmi
Weitsprung: 28. Platz

- Kari Rahkamo
Dreisprung: 14. Platz

- Tapio Lehto
Dreisprung: 18. Platz

- Hannu Rantala
Dreisprung: 19. Platz

- Torbjörn Lassenius
Zehnkampf: 7. Platz

### Moderner Fünfkampf
- Olavi Mannonen
Einzel: Silber 
Mannschaft: Bronze

- Väinö Korhonen
Einzel: Bronze 
Mannschaft: Bronze

- Berndt Katter
Einzel: 16. Platz
Mannschaft: Bronze

### Radsport
- Paul Nyman
Straßenrennen: 11. Platz
Bahn Sprint: in der 1. Runde ausgeschieden
Bahn 1000 m Zeitfahren: 18. Platz

### Reiten
- Kaarlo Anttinen
Vielseitigkeitsreiten, Einzel: DNF
Vielseitigkeitsreiten, Mannschaft: DNF

- Reijo Kuistila
Vielseitigkeitsreiten, Einzel: 36. Platz
Vielseitigkeitsreiten, Mannschaft: DNF

- Kauko Paananen
Springen, Einzel: DNF
Springen, Mannschaft: DNF

- Mauno Roiha
Dressur, Einzel: 31. Platz

- Wilhelm Stewen
Springen, Einzel: 40. Platz
Springen, Mannschaft: DNF

- Arvi Tervalampi
Springen, Einzel: DNF
Springen, Mannschaft: DNF

- Kari Tolvanen
Vielseitigkeitsreiten, Einzel: DNF
Vielseitigkeitsreiten, Mannschaft: DNF

### Ringen
- Reijo Nykänen
Bantamgewicht, griechisch-römisch: in der 3. Runde ausgeschieden

- Rauno Mäkinen
Federgewicht, griechisch-römisch: Gold

- Kyösti Lehtonen
Leichtgewicht, griechisch-römisch: Gold

- Veikko Rantanen
Weltergewicht, griechisch-römisch: 4. Platz
Weltergewicht, Freistil: in der 1. Runde ausgeschieden

- Viljo Punkari
Mittelgewicht, griechisch-römisch: 6. Platz
Mittelgewicht, Freistil: in der 2. Runde ausgeschieden

- Veikko Lahti
Halbschwergewicht, griechisch-römisch: in der 3. Runde ausgeschieden
Halbschwergewicht, Freistil: in der 2. Runde ausgeschieden

- Taisto Kangasniemi
Schwergewicht, griechisch-römisch: 6. Platz
Schwergewicht, Freistil: Bronze

- Tauno Jaskari
Bantamgewicht, Freistil: in der 2. Runde ausgeschieden

- Erkki Penttilä
Federgewicht, Freistil: Bronze

- Väinö Hakkarainen
Leichtgewicht, Freistil: in der 2. Runde ausgeschieden

### Rudern
- Kauko Hänninen
Vierer ohne Steuermann: im Viertelfinale ausgeschieden
Vierer mit Steuermann: Bronze

- Reino Poutanen
Vierer ohne Steuermann: im Viertelfinale ausgeschieden
Vierer mit Steuermann: Bronze

- Veli Lehtelä
Vierer ohne Steuermann: im Viertelfinale ausgeschieden
Vierer mit Steuermann: Bronze

- Toimi Pitkänen
Vierer ohne Steuermann: im Viertelfinale ausgeschieden
Vierer mit Steuermann: Bronze

- Matti Niemi
Vierer mit Steuermann: Bronze

### Schießen
- Pentti Linnosvuo
Schnellfeuerpistole 25 m: 4. Platz
Freie Pistole 50 m: Gold

- Kalle Sievänen
Schnellfeuerpistole 25 m: 7. Platz
Freie Pistole 50 m: 16. Platz

- Vilho Ylönen
Freies Gewehr Dreistellungskampf 300 m: Bronze 
Kleinkalibergewehr Dreistellungskampf 50 m: 5. Platz
Kleinkalibergewehr liegend 50 m: 15. Platz

- Jorma Taitto
Freies Gewehr Dreistellungskampf 300 m: 4. Platz
Kleinkalibergewehr Dreistellungskampf 50 m: 17. Platz
Kleinkalibergewehr liegend 50 m: 32. Platz

### Schwimmen
Männer
- Karri Käyhkö
100 m Freistil: im Vorlauf ausgeschieden
400 m Freistil: im Vorlauf ausgeschieden

### Segeln
- John Flinkenberg
Drachen: 14. Platz

- Joel Jahn
Drachen: 14. Platz

- Tor-Kristian Lindh
Drachen: 14. Platz

### Turnen
Männer
- Kalevi Suoniemi
Einzelmehrkampf: 11. Platz
Mannschaftsmehrkampf: Bronze 
Boden: 10. Platz
Pferdsprung: 11. Platz
Barren: 13. Platz
Reck: 18. Platz
Ringe: 12. Platz
Seitpferd: 9. Platz

- Berndt Lindfors
Einzelmehrkampf: 15. Platz
Mannschaftsmehrkampf: Bronze 
Boden: 16. Platz
Pferdsprung: 50. Platz
Barren: 6. Platz
Reck: 22. Platz
Ringe: 10. Platz
Seitpferd: 9. Platz

- Martti Mansikka
Einzelmehrkampf: 20. Platz
Mannschaftsmehrkampf: Bronze 
Boden: 10. Platz
Pferdsprung: 11. Platz
Barren: 24. Platz
Reck: 42. Platz
Ringe: 23. Platz
Seitpferd: 16. Platz

- Onni Lappalainen
Einzelmehrkampf: 22. Platz
Mannschaftsmehrkampf: Bronze 
Boden: 16. Platz
Pferdsprung: 36. Platz
Barren: 8. Platz
Reck: 35. Platz
Ringe: 27. Platz
Seitpferd: 22. Platz

- Olavi Leimuvirta
Einzelmehrkampf: 27. Platz
Mannschaftsmehrkampf: Bronze 
Boden: 33. Platz
Pferdsprung: 23. Platz
Barren: 8. Platz
Reck: 37. Platz
Ringe: 40. Platz
Seitpferd: 16. Platz

- Raimo Heinonen
Einzelmehrkampf: 37. Platz
Mannschaftsmehrkampf: Bronze 
Boden: 46. Platz
Pferdsprung: 41. Platz
Barren: 21. Platz
Reck: 18. Platz
Ringe: 45. Platz
Seitpferd: 30. Platz

### Wasserspringen
Männer
- Helge Vasenius
3 m Kunstspringen: 15. Platz
10 m Turmspringen: 16. Platz